# Brendan Rodgers
Brendan Rodgers (Carnlough, 26 de janeiro de 1973) é um treinador e ex-futebolista norte-irlandês que atuava como zagueiro. Atualmente comanda o Celtic.

## Carreira
Como jogador, Rodgers jogou no Ballymena United, da Irlanda do Norte. Também jogou na Inglaterra, pelo Reading, onde sofreu um lesão aos vinte anos, o que levou a encerrar sua carreira.
Após se aposentar como jogador, Rodgers virou treinador das categorias de base do Reading, em 1995. Em setembro de 2004, foi contratado pelo Chelsea, também para dirigir as categorias de base. Em julho de 2006, foi nomeado treinador da equipe reserva do Chelsea. Em 24 de novembro de 2008, Rodgers foi contrato como novo treinador da equipe principal do Watford, apesar de ter um acordo verbal com a diretoria do Leicester City para treinar o time. Em 4 de junho de 2009, Rodgers foi nomeado novo treinador do Reading. Acabou permanecendo no cargo até 16 de dezembro, quando deixou o comando do time após péssimos resultados. Após permanecer durante alguns meses desempregado, foi anunciado em 16 de julho de 2010 como novo treinador do galês Swansea City.
No comando do Swansea City, faria história, quando, em sua primeira temporada no clube, conquistaria o acesso à Premier League (se tornando o primeiro clube galês a disputar o formato atual da primeira divisão inglesa, assim como havia se tornando trinta anos antes o primeiro clube galês a disputar a primeira divisão). Após vencer 24 das 46 partidas na liga inglesa, o clube terminou na terceira posição, se classificando para os play-offs. Na disputa, enfrentou primeiramente o Nottingham Forest, onde empatou a primeira partida em 0 x 0 e venceu a segunda por 3 x 1. Na decisão, contra o Reading (que havia eliminado na outra partida o grande rival do Swansea, o Cardiff City), venceria por 4 x 2 em partida única, garantindo assim, o retorno do clube à elite do futebol inglês após quase três décadas longe.
Após surpreendente campanha com o Swansea em sua primeira temporada na Premier League, onde terminou na décima primeira posição, foi anunciado em 30 de maio de 2012 como novo treinador do Liverpool, assinando um contrato de três temporadas para substituir seu antecessor Kenny Dalglish.Sua estreia pelo clube foi em um empate por 1 a 1 contra o Toronto no Rogers Centre. Sua estreia oficial pelo clube foi uma derrota por 3 a 0 para o West Bromwich Albion no The Hawthorns pela Premier League.Na temporada 2013/14 foi vice-campeão, sendo o técnico do famoso titulo perdido pelo escorregão de Steven Gerrard. Sua última partida pelo clube foi em um empate por 1 a 1 contra o Everton no Goodison Park pela Premier League. Permaneceu até 4 de outubro de 2015 quando foi demitido.
No dia 20 de Maio de 2016 foi contratado pelo Celtic.
Em fevereiro de 2019, foi anunciado como novo treinador do Leicester City.

## Estatísticas como treinador
Atualizado até: 24 de maio de 2025.
| Clube          | Entrada                 | Saída                   | Estatísticas | Estatísticas | Estatísticas | Estatísticas |
| Clube          | Entrada                 | Saída                   | J            | V            | E            | D            |
| -------------- | ----------------------- | ----------------------- | ------------ | ------------ | ------------ | ------------ |
| Watford        | 24 de novembro de 2008  | 4 de junho de 2009      | 32           | 13           | 7            | 12           |
| Reading        | 5 de junho de 2009      | 16 de dezembro de 2009  | 23           | 6            | 6            | 11           |
| Swansea City   | 16 de julho de 2010     | 30 de maio de 2012      | 96           | 39           | 29           | 28           |
| Liverpool      | 30 de maio de 2012      | 4 de outubro de 2015    | 166          | 83           | 41           | 42           |
| Celtic         | 20 de maio de 2016      | 26 de fevereiro de 2019 | 169          | 118          | 25           | 12           |
| Leicester City | 27 de fevereiro de 2019 | 2 de abril de 2023      | 204          | 92           | 42           | 70           |
| Celtic         | 19 de junho de 2023     | presente                | 107          | 75           | 16           | 16           |

## Títulos
Celtic
- Campeonato Escocês: 2016–17, 2017–18, 2023–24 e 2024–25
- Copa da Escócia: 2016–17, 2017–18 e 2023–24
- Copa da Liga Escocesa: 2016–17[20], 2017–18, 2018–19 e 2024–25

Leicester City
- Copa da Inglaterra: 2020–21
- Supercopa da Inglaterra: 2021